# Королевские гонки Ру Пола (10 сезон)
Десятый сезон реалити-шоу «Королевские гонки Ру Пола» стартовал 22 марта 2018 года на американском кабельном канале VH1. Премьера транслировалась через неделю после окончания 3 сезона RuPaul’s Drag Race: All Stars. В эпизоды так же будут включены RuPaul’s Drag Race: Untucked, ранее представлявшие собой отдельные эпизоды и фактически являвшиеся отдельным шоу. Участники были официально объявлены в так называемом «Ruveal» в ходе одного из эпизодов 3 сезона RuPaul’s Drag Race: All Stars. Позже участников представили в прямом эфире на Facebook, ведущим которого был победитель 9 сезона шоу Саша Велюр.

## Отличия от предыдущих сезонов
Как и 9 сезон, 10 сезон RuPaul’s Drag Race будет официально транслироваться через американскую сеть кабельного телевещания VH1, сотрудничество с которой, по словам Ру Пола будет продолжаться.
В 10 сезоне шоу возвращаются RuPaul’s Drag Race: Untucked, которые теперь будут включены в основной эпизод и не будут составлять отдельную серию.
20 февраля 2018 года VH1 анонсировали тему сезона: она оказалась вдохновлена неоном, что проявилось в промо-луках участников и оформлении всех тизеров.
Изменилась так же и так называемая work room участников: её переоформили впервые за 11 лет существования шоу. В новом сезоне она выполнена, как и панель судей, в красных оттенках.

## Участники шоу
В 10 сезоне будут соревноваться 14 дрэг-квин, среди которых числится и участник 9 сезона Eureka O’Hara, покинувший проект в 9 сезоне из-за проблем со здоровьем.
| Участник                     | Настоящее имя       | Возраст | Место рождения          | Результат  |
| ---------------------------- | ------------------- | ------- | ----------------------- | ---------- |
| Aquaria                      | Giovanni Palandrani | 21      | Бруклин, Нью-Йорк       | Победитель |
| Asia O’Hara                  | Antwan Lee          | 35      | Даллас, Техас           | 4 место    |
| Blair St. Clair              | Andrew Bryson       | 22      | Индианаполис, Индиана   | 9 место    |
| Dusty Ray Bottoms            | Dustin Rayburn      | 29      | Нью-Йорк, Нью-Йорк      | 11 место   |
| Eureka O’Hara                | David Huggard       | 27      | Джонсон Сити, Теннесси  | 2/3 место  |
| Kalorie Karbdashian-Williams | Daniel Hernandez    | 27      | Альбукерке, Нью-Мексико | 13 место   |
| Kameron Michaels             | Dane Young          | 31      | Нэшвилль, Теннесси      | 2/3 место  |
| Mayhem Miller                | Dequan Johnson      | 35      | Риверсайд, Калифорния   | 10 место   |
| Miz Cracker                  | Maxwell Heller      | 33      | Нью-Йорк, Нью-Йорк      | 5 место    |
| Monét X Change               | Kevin Bertin        | 27      | Бронкс, Нью-Йорк        | 6 место    |
| Monique Heart                | Kevin Richardson    | 31      | Канзас Сити, Миссури    | 8 место    |
| Vanessa Vanjie Mateo         | José Cancel         | 25      | Тампа, Флорида          | 14 место   |
| The Vixen                    | Anthony Taylor      | 26      | Чикаго, Иллинойс        | 7 место    |
| Yuhua Hamasaki               | Yuhua Ou            | 27      | Нью-Йорк, Нью-Йорк      | 12 место   |

## Приглашенные судьи
Помимо основного состава судей, включающего Ру Пола, Мишель Визаж, Карсона Крессли и Росса Метьюса, на шоу буду приглашены следующие знаменитости:
- Кристина Агилера, певица, автор песен и актриса
- Шанайя Твейн, певица, автор песен
- Лина Данэм, актриса, писательница
- Холзи, певица, автор песен
- Эбби Джэкобсон, комедиантка, писательница, актриса
- Иллана Глейзер, комедиантка, писательница, актриса
- Кейт Аптон, актриса, модель
- Билли Эйкнер, комик, актёр, писатель
- Кумали Наньяни, комик, актёр, писатель
- Эмили Гордон, писатель, продюсер
- Падма Лакшми, актриса, модель
- Кортни Лав, певица, актриса, автор песен
- Нико Торторелла, актриса, певица
- Одра МакДональд, актриса, певица
- Ашанти, певица, актриса
- Логан Браунинг, актриса
- Тиша Кэмпбелл-Мартин, актриса, певица
- Кэрри Престон, актриса, продюсер, певица
- Эндрю Рэннелс, певец, актёр
- Майлз Хэзэр, актёр, музыкант
- Тодрик Холл, певец, хореограф, режиссёр
- Лиззо, певица, рэпер